# Jižní Sandwichovy ostrovy
Jižní Sandwichovy ostrovy (anglicky South Sandwich Islands) je souostroví v jižním Atlantském oceánu, které je součástí britského zámořského území Jižní Georgie a Jižní Sandwichovy ostrovy. Na ostrovech nežijí žádní obyvatelé. Ostrovy si nárokuje Argentina.

## Geografie
Souostroví sestává z 11 hlavních ostrovů převážně sopečného původu a útesů, které se nacházejí v okolí těchto hlavních ostrovů. Na několika ostrovech se nacházejí aktivní sopky. Ostrovy tvoří oblouk od severu k jihu, přes 700 km jihovýchodně od Jižní Georgie.
Severní část tvoří ostrovní skupiny Traversay a Candlemas, na jihu se nacházejí ostrovy Jižní Thule. Mezi těmito skupinami leží 3 největší ostrovy – Saunders, Montagu a Bristol. Nejvyšším vrcholem souostroví je Mount Belinda (1370 m) na ostrově Montagu.
Na ostrovech Thule a Zavodovski jsou umístěny automatické meteorologické stanice.

### Přehled ostrovů
Následující výčet obsahuje seznam ostrovů od severu k jihu:
| Ostrov                                                                 | Plocha [km2] | Poloha          |
| ---------------------------------------------------------------------- | ------------ | --------------- |
| Traversay (Archipiélago Marqués de Traverse)                           |              |                 |
| Zavodovski                                                             | 25           | 56°18′S 27°34′W |
| Protector Shoal podmořská sopka –27 m                                  | —            | 55°54′S 28°06′W |
| Leskov                                                                 | 0,3          | 56°40′S 28°08′W |
| Visokoi                                                                | 35           | 56°42′S 27°13′W |
| Candlemas (někdy zahrnované mezi ostrovy Traversay) (Islas Candelaria) |              |                 |
| Candlemas Candelaria                                                   | 14           | 57°05′S 26°39′W |
| Vindication                                                            | 5            | 57°06′S 26°47′W |
| Centrální ostrovy (Islas Centrales)                                    |              |                 |
| Saunders                                                               | 40           | 57°48′S 26°28′W |
| Montagu                                                                | 110          | 58°25′S 26°23′W |
| Bristol                                                                | 46           | 59°03′S 26°30′W |
| Jižní Thule (Tule del Sur)                                             |              |                 |
| Bellingshausen                                                         | 1            | 59°25′S 27°05′W |
| Cook                                                                   | 20           | 59°26′S 27°09′W |
| Thule (též Morell)                                                     | 14           | 59°27′S 27°18′W |
| Twitcher Rock                                                          | 0,01         | 59°28′S 27°29′W |
| Vysokaya Bank podmořský vrchol -89 m                                   | —            | 59°43′S 27°58′W |

## Historie

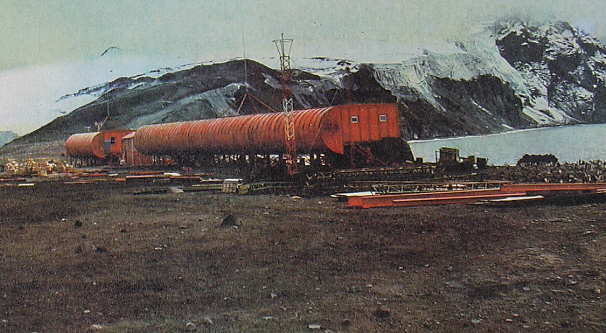
Argentinská vojenská základna Corbeta Uruguay na ostrově Jižní Thule (rok 1976)

Osm jižních ostrovů tohoto souostroví bylo objeveno Jamesem Cookem v roce 1775, který je pojmenoval Sandwichova země po prvním lordu admirality 4. hraběti ze Sandwiche. Slovo „jižní“ bylo doplněno k odlišení od Havajských ostrovů, které v té době také nesly jméno "Sandwichovy ostrovy". Severní tři ostrovy byly objeveny v roce 1819 Fabianem Gottliebem von Bellingshausenem.
Spojené království Jižní Sandwichovy ostrovy formálně anektovalo v roce 1908, kdy byl připojeny k Falklandským dependencím.
Argentina zpochybnila britskou svrchovanost na ostrovech několikrát a v roce 1938 je prohlásila za své území. V létě 1956 provozovala Argentina na ostrově Jižní Thule výzkumnou základnu. Mezi lety 1976 až 1982 udržovala Argentina vojenskou námořní základnu Corbeta Uruguay na stejném ostrově. Ačkoliv Britové existenci základny v roce 1978 objevili, nepodnikli žádné kroky k jejímu zrušení. Situace se změnila falklandskou válkou a základna byla zrušena 20. června 1982.

## Podnebí
Podnebí je mnohem chladnější než na Jižní Georgii, protože souostroví leží jižněji a je více vystaveno vlivu Antarktidy. Navíc jsou obklopeny mořským ledem od poloviny května do konce listopadu a jižní ostrovy i déle.